# Гринсборо (аэропорт)
Муниципальный аэропорт Гринсборо (англ. Greensboro Municipal Airport), (FAA LID: 7A0) — коммерческий аэропорт, расположенный в шести километрах к юго-западу от центральной части города Гринсборо (округ Хэйл, Алабама, США). Аэропорт находится в собственности города Гринсборо.

## Операционная деятельность
Муниципальный аэропорт Гринсборо занимает площадь в 9 гектар, расположен на высоте 55 метров над уровнем моря и эксплуатирует одну взлётно-посадочную полосу:
- 18/36 размерами 1065 х 24 метров с асфальтовым покрытием.

За период с 4 апреля 2000 года по 4 апреля 2001 года муниципальный аэропорт Гринсборо обработал 2088 операций операций взлётов и посадок самолётов (в среднем 6 операций ежедневно), все рейсы в указанном периоде пришлись на авиацию общего назначения.